# Olja

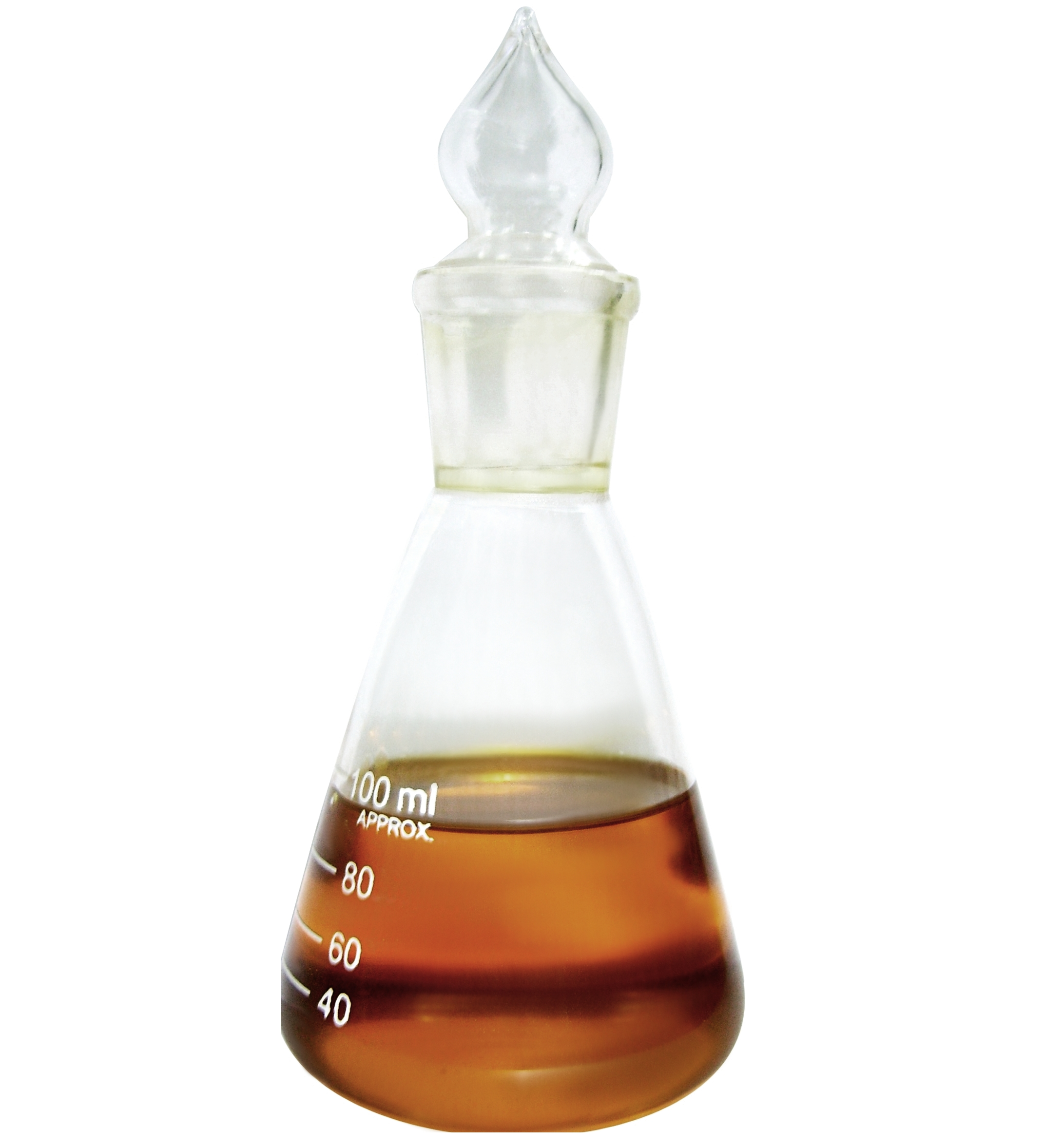
En flaska med biodiesel.

Olja (av latin: oleum "(oliv-)olja", i sin tur av grekiska: e'laion) är i allmänhet vätskor som är hydrofoba, det vill säga olösliga i vatten. I massmedia syftar ordet "olja" utan attribut oftast på råolja, petroleum eller matolja.
Oljor utgörs av olika organiska föreningar som består av molekyler med ingen eller liten elektrisk polarisering. Detta gör att oljor löses lätt i varandra, men att de inte låter sig blandas med polariserade vätskor som vatten.
Ur ett rent kemiskt perspektiv kan oljor innefatta tre kemiskt ganska olika typer av föreningar.
- Mineraloljor, som främst utgörs av olika kolväten och i regel utvinns ur petroleum, till exempel smörjolja och dieselolja. Vanligtvis är det ämnen av denna typ som avses då olja används i vardagligt språkbruk.
- Feta oljor, utgörs av fetter som är flytande vid rumstemperatur, till exempel matolja. Dessa utvinns ur växter eller djur och benämns därefter som vegetabiliska respektive animaliska oljor.
- Flyktiga eller eteriska oljor, en sammanfattande benämning på i regel kraftigt väldoftande oljor som bland annat används till framställning av parfym.